# تشاؤم فلسفي
التشاؤم الفلسفي (بالإنجليزية: Philosophical pessimism)‏ هو مجموعة من وجهات النظر الفلسفية التي تعطي قيمة سلبية للحياة أو الوجود. عادة ما يجادل المتشائمون الفلسفيون بأن العالم يحتوي على انتشار تجريبي للآلام على حساب الملذات، وأن الوجود معاد أنطولوجيًا أو ميتافيزيقيًا للكائنات الحية، وأن الحياة في الأساس لا معنى لها أو بلا غاية. التشاؤم الفلسفي ليس حركة واحدة متماسكة، بل هو مجموعة من المفكرين المرتبطين بشكل فضفاض بأفكار متشابهة ويتشابهون مع بعضهم البعض.(ص.7)  تتنوع استجاباتهم لحالة الحياة على نطاق واسع. عادة لا يدعو المتشائمون الفلسفيون إلى الانتحار كحل للمأزق الإنساني؛ يفضل الكثيرون اعتماد اللاإنجابية.

## التعريف
تأتي كلمة التشاؤم من اللاتينية (باللاتينية: Pessimus)، والتي تعني "الأسوأ".
يحدد الفلاسفة الموقف في مجموعة متنوعة من الطرق. في التشاؤم: تاريخ ونقد، يصف جيمس سولي جوهر التشاؤم الفلسفي بأنه "إنكار السعادة أو تأكيد البؤس المتأصل للحياة".(ص.4) يعرف بايرون سيمونز، "التشاؤم هو، تقريبا، الرأي القائل بأن الحياة لا تستحق العيش". ويعرف فريدريك بيزر، "التشاؤم هو أطروحة مفادها أن الحياة لا تستحق العيش، أو أن العدم أفضل من الوجود، أو أنه من الأسوأ أن تكون".(ص.4) وفقًا لبول بريسكوت، فإن الرأي هو أن "السيئ يسود على الخير". تحدد أولغا بلوغاتير مطالبين أساسيين للتشاؤم الفلسفي: "مجموع الاستياء يفوق مجموع المتعة" و"بالتالي فإن عدم وجود العالم سيكون أفضل من كونه". يعرّف إغناسيو مويا التشاؤم بأنه موقف ينص على أن جوهر الوجود يمكن أن يعرف (على الأقل جزئيًا)؛ "تتميز الحياة بشكل أساسي بالاحتياجات والرغبات والألم، وبالتالي فإن المعاناة لا مفر منها؛ أي أنه لا توجد أسباب نهائية، لا توجد خطة أو غرض كوني للمعاناة؛ وهذا، يؤدي في نهاية المطاف إلى، عدم الوجود هو الأفضل للوجود".(ص.53–54)